# Premiile Drama Desk
Premiile Drama Desk (în engleză Drama Desk Awards), cunoscute inițial ca Premiile Vernon Rice (în engleză Vernon Rice Awards), sunt acordate actorilor americani de teatru ca recunoștință pentru prestațiile lor de-a lungul unui an în piesele de teatru care se joacă în New York. Este un premiu anual, acordat pentru prima dată în 1955, inițial se premiau piesele puse pe scenă Off-Broadway. Premiul este o distincție importantă a teatrului din Statele Unite.
Piesele jucate pe Broadway au început să fie premiate din sezonul 1968–69.